# Muhammad Gul
Muhammad Gul (urdu محمد ګل, ur. 4 maja 1959) – pakistański zapaśnik w stylu wolnym. Olimpijczyk z Los Angeles 1984, gdzie odpadł w eliminacjach w kategorii 74 kg.
Wicemistrz Igrzysk Azji Południowej w 1987. Zajął szóste miejsce na mistrzostwach Azji w 1988 roku.